# Dolichoderus longipilosus
Dolichoderus longipilosus es una especie extinta de hormiga del género Dolichoderus, subfamilia Dolichoderinae. Fue descrita científicamente por Dlussky en 2002.
Habitó en Rusia. Fue hallado en la región Báltica.